# Шейбан ибн Ахмед
Абу-л-Мунакиб Шейбан ибн Ахмед ибн Тулун — пятый (последний) эмир Египта из династии Тулунидов. Сын эмира Ахмеда ибн Тулуна, младший брат эмира Хумаравейха, дядя эмиров Джейша и Харуна. Правил менее половины месяца. Низложен Аббасидами.

## Биография
Шейбан начал своё правление после того, как эмир Харун был убит 30 декабря 904 года в результате мятежа своих телохранителей во время вторжения войск Аббасидов в Египет.
Шейбан, возможно, был самым достойным из сыновей Ахмеда. Он попробовал сопротивляться, но должен был вскоре уступить пред напором превосходящих сил. Многие прежние сторонники Харуна не поддержали нового эмира и перешли на сторону халифа. Он был вынужден отступить с войском в Фустат. Остатки армии Шейбана сдались 11 января 905 года. Государство Тулунидов прекратило своё существование.
Аббасидский полководец Мухаммад ибн Сулейман аль-Катиб вместе со своими тюрками распоряжался в покоренном им в начале 905 года городе ужасно: всё было разграблено, квартал Тулунидов Аль-Катаи разрушили почти до основания, приверженцев павшего правящего дома мучили и истребляли массами, а всех членов семьи забрали в Багдад, включая и самого бывшего эмира.